# FC Nantes
Football Club de Nantes je francoski nogometni klub iz Nantesa. Ustanovljen je bil 21. aprila 1943 in trenutno igra v Ligue 1, 1. francoski nogometni ligi.
Z domačih tekmovanj drži Nantes 8 naslovov državnega prvaka, 3 naslove prvaka francoskega pokala, 1 naslov prvaka ligaškega pokala ter 3 naslove prvaka pokala šampionov. S temi lovorikami je eden najuspešnejših francoskih klubov. Največja evropska uspeha Nantesa sta doseg polfinala evropskega pokala pokalnih zmagovalcev v sezoni 1979/80, kjer je bila boljša španska Valencia (2-1, 0-4) in doseg polfinala Lige prvakov v sezoni 1995/96, kjer je bil boljši italijanski Juventus (0-2, 3-2). Drži pa tudi naslov prvaka alpskega pokala iz leta 1982.
Domači stadion Nantesa je Stade de la Beaujoire. Barvi dresov sta rumena in zelena. Zaradi slednjega pa je vzdevek nogometašev Nantesa Les Canaris (kanarčki).